# Троицкое (Черновецкий сельсовет)
Троицкое — село в Пристенском районе Курской области, входит в состав Черновецкого сельсовета.

## География
Село находится в юго-восточной части района. Через него протекает река Плоская.

## История
Село входило в состав колхоза имени Калинина. 

## Население
| 2002 | 2010 |
| ---- | ---- |
| 145  | ↘109 |